# Bulbophyllum spathulatum
Bulbophyllum spathulatum är en orkidéart som först beskrevs av Robert Allen Rolfe och E.W.Cooper, och fick sitt nu gällande namn av Gunnar Seidenfaden. Bulbophyllum spathulatum ingår i släktet Bulbophyllum och familjen orkidéer. Inga underarter finns listade i Catalogue of Life.